# 26e Primetime Emmy Awards
De 26e Primetime Emmy Awards, waarbij prijzen werden uitgereikt in verschillende categorieën voor de beste Amerikaanse televisieprogramma's die in primetime werden uitgezonden tijdens het televisieseizoen 1973-1974, vond plaats op 28 mei 1974.

## Winnaars en nominaties - televisieprogramma's
(De winnaars staan bovenaan in vet lettertype.)

#### Dramaserie
(Outstanding Drama Series)
- Upstairs, Downstairs
  - Kojak
  - Police Story
  - The Streets of San Francisco
  - The Waltons

#### Komische serie
(Outstanding Comedy Series)
- M*A*S*H
  - All in the Family
  - The Mary Tyler Moore Show
  - The Odd Couple

#### Miniserie
(Outstanding Limited Series)
- Columbo
  - McCloud
  - The Blue Knight

## Winnaars en nominaties - acteurs

### Hoofdrollen

#### Mannelijke hoofdrol in een dramaserie
(Outstanding Lead Actor in a Drama Series)
- Telly Savalas als Lt. Theo Kojak in Kojak
  - William Conrad als Frank Cannon in Cannon
  - Karl Malden als Det. Lt. Mike Stonein in The Streets of San Francisco
  - Richard Thomas als John Walton, Jr. in The Waltons

#### Mannelijke hoofdrol in een komische serie
(Outstanding Lead Actor in a Comedy Series)
- Alan Alda als Benjamin Franklin Pierce in M*A*S*H
  - Carroll O'Connor als Archie Bunker in All in the Family
  - Redd Foxx als Fred G. Sanford in Sanford and Son
  - Jack Klugman als Oscar Madison in The Odd Couple
  - Tony Randall als Felix Unger in The Odd Couple

#### Mannelijke hoofdrol in een miniserie
(Outstanding Lead Actor in a Limited Series)
- William Holden als Bumper Morgan in The Blue Knight
  - Dennis Weaver als Sam McCloud in McCloud
  - Peter Falk als Columbo in Columbo

#### Vrouwelijke hoofdrol in een dramaserie
(Outstanding Lead Actress in a Drama Series)
- Michael Learned als Olivia Walton in The Waltons
  - Jean Marsh als Rose in Upstairs, Downstairs
  - Jeanette Nolan als Sally Fergus in Dirty Sally

#### Vrouwelijke hoofdrol in een komische serie
(Outstanding Lead Actress in a Comedy Series)
- Mary Tyler Moore als Mary Richards in The Mary Tyler Moore Show
  - Beatrice Arthur als Maude Findlay" in Maude
  - Jean Stapleton als Edith Bunker in All in the Family

#### Vrouwelijke hoofdrol in een miniserie
(Outstanding Lead Actress in a Limited Series)
- Mildred Natwick als Gwendolyn Snoop Nicholson in The Snoop Sisters
  - Helen Hayes als Ernesta Snoop in The Snoop Sisters
  - Lee Remick als Cassie Walters in The Blue Knight

### Bijrollen

#### Mannelijke bijrol in een dramaserie
(Outstanding Continuing Performance by a Supporting Actor in a Drama Series)
- Michael Moriarty als Jim O'Connor in The Glass Menagerie
  - Michael Douglas als Steve Keller in The Streets of San Francisco
  - Will Geer als Grandfather in The Waltons
  - Sam Waterston als Tom Wingfield in The Glass Menagerie

#### Mannelijke bijrol in een komische serie
(Outstanding Continuing Performance by a Supporting Actor in a Comedy Series)
- Rob Reiner als Michael Stivic in All in the Family
  - Edward Asner als Lou Grant in The Mary Tyler Moore Show
  - Gary Burghoff als Walter Eugene O'Reilly in M*A*S*H
  - Ted Knight als Ted Baxter in The Mary Tyler Moore Show
  - McLean Stevenson als Henry Blake in M*A*S*H

#### Vrouwelijke bijrol in een dramaserie
(Outstanding Continuing Performance by a Supporting Actress in a Drama Series)
- Joanna Miles als Laura Wingfield in The Glass Menagerie
  - Ellen Corby als Esther Walton in The Waltons
  - Nancy Walker als Mildred in McMillan & Wife

#### Vrouwelijke bijrol in een komische serie
(Outstanding Continuing Performance by a Supporting Actress in a Comedy Series)
- Cloris Leachman als Phyllis Lindstrom in The Mary Tyler Moore Show
  - Valerie Harper als Rhoda Morgenstern in The Mary Tyler Moore Show
  - Sally Struthers als Gloria Bunker-Stivic in All in the Family
  - Loretta Swit als Margaret Houlihan in M*A*S*H